# Trichodes leucopsideus
Trichodes leucopsideus ist ein Käfer aus der Familie der  Buntkäfer, der dem gemeinen Bienenkäfer sehr ähnlich sieht.
Die Gattung Trichodes ist in Europa mit 26  Arten vertreten. Das Vorkommen der Art Trichodes leucopsideus ist auf Südwesteuropa und Teile Nordafrikas beschränkt. Die Art fehlt in den deutschsprachigen Ländern.
|                                   |                                              |
| Abb.1,2,3: verschiedene Ansichten |                                              |
|                                   |                                              |
| Abb.4: Fühler                     | Abb.5: Vordertarsus Pfeilspitze auf 1. Glied |

## Bemerkungen zum Namen
Die Erstbeschreibung der Art erfolgte 1795 durch den Franzosen Olivier unter dem Namen Clerus leucopsideus. Gewöhnlich sind Unterschiede zwischen dem Namen der Erstbeschreibung und dem aktuellen Namen dadurch zu erklären, dass die Gattung, in die der Käfer bei der Erstbeschreibung gestellt wurde, später aufgespalten wurde. Bei Trichodes leucopsideus jedoch war die Gattung Trichodes bereits 1792 durch Herbst aufgestellt worden. Um diesen Sonderfall zu verstehen, muss die Geschichte der Beschreibung der Bienenkäfer insgesamt betrachtet werden. Zum Zeitpunkt Null der binominalen Nomenklatur wurde von Linnaeus in der zehnten Ausgabe seiner Systema Naturae 1758 der gängige Bienenkäfer als 7. Art der Gattung Attelabus unter dem Namen Attelabus apiarius (und als einziger weiterer Bienenkäfer der südosteuropäische Attelabus sipylus) beschrieben. Die Beschreibung ist nicht exakt genug, um zu entscheiden, ob es sich um Trichodes apiarius oder um Trichodes alvearius handelt. Es war den Koleopterologen sofort klar, dass die neun Arten, die Linné in der Gattung Attelabus vereinte, nicht alle nah miteinander verwandt waren. Deswegen trennte Fabricius 1775 und danach die Gattung Clerus von Attelabus ab und stellte sie hinter Attelabus. Er ordnete Clerus auch Arten zu, die bei Linné in der Gattung Dermestes stehen. Erst als letzte Art führte Fabricius den Bienenkäfer Clerus apiarius an. Den Gattungsnamen Clerus übernahm Fabricius von Geoffroy, der bereits 1762 ohne Verwendung der binären Nomenklatur als erste Art der Gattung Clerus den Bienenkäfer beschrieb – der Zeichnung nach zu schließen vermutlich Trichodes alvearius. Auch Fabricius vereinigt unter der Gattung Clerus verschiedene Buntkäfer, sodass  Herbst 1792 für die Bienenkäfer eine neue Ordnung Trichodes aufstellt und Trichodes apiarius als erste Art dieser Gattung aufführt. Insbesondere in Frankreich wird jedoch der Gattungsname Trichodes anfangs mit Bezug auf Geoffroy nicht akzeptiert. Fabricius erweitert 1787 die Gattung Clerus um drei weitere Bienenkäfer-arten (ammios, crabroniformis und octopunctatus) und  1792 trennt er  alvearius von apiarius. Er bemerkt mit einem Fragezeichen, dass alvearius möglicherweise eine Variante von apiarius sei. Auch Olivier behält 1795 für seine neu beschriebene Art leucopsideus den Gattungsnamen Clerus bei und stellt leucopsideus hinter apiarius und alvearius.
Zur Erklärung des Namens Clerus schreibt Geoffroy, dass die Alten (das heißt antike Quellen) den Namen clairon (fr.) für ein Insekt benutzten, das heute unbekannt sei. Olivier dagegen bemerkt, dass der Name κληρος Clerus bereits auf Aristoteles zurückgehe, der damit eine Käferlarve bezeichnete, die in Bienenstöcken schmarotzt und dass deswegen der Name auch von Geoffroy ganz bewusst so gewählt wurde. Die Erwähnung von κληρος bei Aristoteles ist inzwischen im Internet zugänglich. Auch die Artnamen apiārius (lat., bei der Biene, ápis, lebend) und alveārius (lat., den Bienenstock, alveārium, betreffend) beziehen sich auf die Larve. Der aktuelle Gattungsname Trichōdes (von altgr. τριχόδης „trichōdes“ für „haarig“) spielt auf die deutliche Körperbehaarung der Käfer der Gattung an.  Das Artepitheton leucopsideus (von altgr. λευκός „leukós“ für „weiß, bleich“ und όψις „ópsis“ für „Aussehen“)  bedeutet blass aussehend. Aus der Erstbeschreibung ist zu entnehmen, dass sich der Name auf die Farbe der Flügeldecken bezieht. Diese wird als gelb bezeichnet, während sie bei den vorhergehenden Arten apiarius und alvearius als rot beschrieben wird.
Es existieren mehrere Synonyme, die durch Beschreibungen von Varianten erklärbar sind.

## Beschreibung des Käfers
Der zehn bis dreizehn Millimeter lange Körper ist länglich und etwas abgeflacht. Er ist blauschwarz bis schwarz und abstehend lang behaart. Die Punktierung von Kopf und Halsschild ist grob, die der Flügeldecken dicht.
Der Kopf ist etwa 45 Grad zur Körperachse nach unten geneigt. Die gewölbten Augen stehen seitlich.
Die elfgliedrigen Fühler sind für die Gattung charakteristisch. Sie sind etwa so lang wie der Brustschild. Das Basisglied ist aufgequollen und ziemlich lang. Die folgenden Glieder sind schlank und konisch. Die Fühler enden mit drei sich nach außen konisch vergrößernden Gliedern, die eine kompakte etwas abgeplattete Keule bilden. Das Endglied ist schräg abgestutzt und außen in eine kleine Spitze ausgezogen (Abb. 4). Die Fühler sind seitlich vor den Augen eingelenkt. Die Farbe der Fühler variiert. Laut Erstbeschreibung sind sie an der Basis dunkelbraun, an der Spitze rötlich gelb. Bei der Variation xanthoceros (blond-horn, mit hellen Fühlern) sind sie ganz rötlich gelb. Sie können aber auch völlig dunkel sein.
Die Oberlippe ist schmal, vorn etwas ausgerandet und mit Borstenhaaren besetzt. Die gebogenen Oberkiefer sind sehr spitz und tragen auf der Innenseite einen kleinen Zahn. Die Kiefertaster sind viergliedrig mit sehr kleinem Basisglied und länglich ovalem Endglied. Die Lippentaster sind dreigliedrig. Das Basisglied ist kaum sichtbar, das Endglied ist groß und dreieckig beilförmig. Die Unterkiefer sind an der Basis chitinisiert, der Innenlappen ist kurz und abgerundet, der Außenlappen ist lang, kräftig behaart und ebenfalls abgerundet.
Der Halsschild ist länger als breit. Er ist deutlich schmaler als die Flügeldecken, vorn etwa so breit wie der Kopf, an der Basis schmaler. Eine glänzende Platte im vorderen Bereich fehlt.
Die Grundfarbe der Flügeldecken ist gelb bis orangerot. Große Bereiche sind jedoch von gleicher Farbe wie der Körper. Dies ist gewöhnlich der Bereich um das Schildchen, ein schmaler Streifen entlang der Flügeldeckennaht und das Ende der Flügeldecken, sowie zwei breite leicht gewellte und etwa senkrecht zur Flügeldeckennaht stehende Bänder und eine isolierte Makel auf der Schulter. Das vordere Querband erreicht den Außenrand der Flügeldecke nicht. Die Flügeldecken sind weniger grob strukturiert als bei Trichodes hofferi, ein Grat auf der vorderen Flügeldeckenhälfte fehlt.
Die langen Tarsen sind fünfgliedrig, das erste Glied kann von oben jedoch leicht übersehen werden (Abb. 5, Pfeilspitze auf 1. Glied). Die Hinterschenkel sind bei den Männchen kräftig verdickt.

## Biologie
Der Käfer ist vom späten Frühjahr bis zum Ende des Sommers anzutreffen, in höheren Lagen etwas später als in der Ebene. Er besucht ein ungewöhnlich breites Spektrum von Blütenarten. Als Pflanzen, deren Blüten bevorzugt besucht werden, werden in der Literatur über 15 Arten aus 10 Familien angeführt. Die Imagines sind häufig auf gelben Blüten von Doldenblütlern anzutreffen, besuchen jedoch auch häufig andersfarbige Blüten. Inwieweit der Blütenbesuch mit den Insektenarten zusammenhängt, bei denen sich die Larven entwickeln, ist noch nicht geklärt. Jedenfalls spielen die Käfer eine gewisse Rolle bei der Bestäubung der Blüten.
Die Larven entwickeln sich parasitisch vermutlich in den Nestern verschiedener Hautflügler, insbesondere der Gattung Osmia der Mauerbienen. Zitiert werden als Wirte auch Ceratina callosa und Ceratina cyanea. Der Käfer wurde nachweislich aus Zweigen der Winterlinde und der Stieleiche gezogen, jedoch sind die Kenntnisse über die Fortpflanzung unvollständig.

## Verbreitung
Die Art ist in Spanien häufig zu finden, bei der Erstbeschreibung wird Katalonien als Heimat angegeben. Das Vorkommen der Art in Frankreich ist auf den Süden beschränkt. In Europa ist der Käfer noch aus Portugal sowie dem südlichen Italien einschließlich Sizilien bekannt. Aus Nordafrika liegen Funde aus Marokko und Tunesien vor.  Eine Meldung aus dem Oberrheingraben wird als importiert oder Fundortvertauschung eingestuft.